# Луман 16
Луман 16 (англ. Luhman 16), или WISE J104915.57−531906.1 (сокр. WISE 1049−5319) — двойная субзвёздная система в созвездии Парусов. По данным на июнь 2015 года измеренный параллакс составляет 500,51±0,11 mas, что соответствует расстоянию 6,516 св. лет (1,9980±0,0004 пк) от Солнца. Ранее считалось, что система находится на расстоянии 6,588±0,062 св. лет (2,020±0,019 пк) при параллаксе 495±5 mas. Является третьей по удалённости от Солнца системой после тройной системы Альфа Центавра и одиночной Летящей звезды Барнарда.
WISE 1049−5319 открыта в марте 2013 года Кевином Луманом из Университета штата Пенсильвания на основании данных телескопа WISE. Данная звёздная система была обнаружена на архивных снимках 1978 года.
Система состоит из двух коричневых карликов, обращающихся друг вокруг друга по вытянутой орбите (эксцентриситет 0,343 ± 0,005) на расстоянии около 3 а.е. с периодом, предположительно 45 лет. Более горячий компонент относится к спектральному классу L8, более холодный — к спектральному классу T1. Визуальная яркость соответственно V=23,25m и V=24,07m. У более холодного компонента обнаружены квазипериодические изменения яркости (P = 4,87 ± 0,01 часов), с максимальной пиковой амплитудой ~ 11%, трактуемых как изменения погодных условий в атмосфере коричневого карлика. У более горячего компонента периодических сигналов не обнаружено. В январе 2014 года была опубликована «карта погоды» Луман 16 B.
Масса компонента A оценивается в 0,04 — 0,05 массы Солнца, масса компонента B — ~ 0,03 — 0,05 массы Солнца.
С 14 апреля по 22 июня 2013 года двойная система Луман 16 AB наблюдалась Очень большим телескопом Европейской южной обсерватории. Высокая чувствительность использованных инструментов позволила уточнить массу обоих коричневых карликов, которая составляет 30—50 масс Юпитера. Период их вращения вокруг общего центра масс — 20 лет. Благодаря обнаруженным отклонениям от расчётной траектории, было предположено наличие у одного из компонентов системы спутника субзвёздной массы, что не подтвердилось при дальнейших исследованиях. Анализ данных наблюдений показывает отсутствие следов дополнительных тел в системе Луман 16 AB.
Луман 16 является ближайшей известной системой к системе Альфы Центавра, которая в свою очередь является ближайшей известной системой к Луману 16. До её открытия ближайшей к Альфе Центавра считалась Солнечная система. Расстояние от системы Луман 16 до Альфы Центавра составляет 3,68 светового года, до звезды Барнарда — 5,98 св. лет, до Солнца — 5,983 св. лет, до звезды Вольф 359 — 7,78 св. лет.